# Ștefan Vodă (okręg Călărași)
Ștefan Vodă – wieś w Rumunii, w okręgu Călărași, w gminie Ștefan Vodă. W 2011 roku liczyła 2270 mieszkańców.